# I'm Waiting for the Man
I'm Waiting for the Man — пісня групи The Velvet Underground з їх дебютного альбому The Velvet Underground and Nico, написана Лу Рідом.
Пісня написана від імені героїнового наркомана, який чекає зустрічі зі своїм дилером на розі Лексінгтон-авеню і Сто двадцять п'ятої вулиці в Гарлемі, кримінальному районі Нью-Йорка. Крім гітари, баса та ударних, в композиції також представлена різка, динамічна фортепіанна партія у стилі бугі-вугі. «I'm Waiting for the Man» є однією з найвідоміших пісень The Velvet Underground; в 1971 році вже після фактичного розпаду колективу, вона була випущена синглом (з «There She Goes Again» на зворотній стороні) на лейблі MGM Records.
У 2004 році журнал Rolling Stone поставив пісню на 159 позицію у своєму списку 500 найкращих пісень усіх часів. Ця пісня надихнула Девіда Бові у 1977 році написати пісню Heroes.

## Учасники запису
- Лу Рід — вокал, гітара;
- Джон Кейл — фортепіано, бас-гітара;
- Стерлінг Моррісон — лід-гітара;
- Морін Такер — бубон, ударні.

## Кавер-версії
І Лу Рід, і Джон Кейл, і Ніко, і Морін Такер записували власні версії цієї пісні для своїх сольних альбомів. Крім того, кавери на цю пісню робили такі виконавці, як Девід Бові, Bauhaus, Beck, Ванесса Параді, Eater, The Celibate Rifles, Orchestral Manoeuvres in the Dark, The Yardbirds та інші.